# باتیی، مورته-موزل
باتیی (به فرانسوی: Batilly) یک کمون (فرانسه) در فرانسه است که در canton of Homécourt واقع شده‌است. باتیی ۶٫۳۷ کیلومتر مربع مساحت دارد ۲۴۵ متر بالاتر از سطح دریا واقع شده‌است.